# All That You Can't Leave Behind
All That You Can't Leave Behind (en español: «Todo aquello que no puedes dejar atrás») es el título del décimo álbum de estudio grabado por la banda de rock irlandesa U2. Fue lanzado al mercado por las empresas discográficas Island Records e Interscope Records el 30 de octubre de 2000 en el Reino Unido y el día de Halloween en los Estados Unidos. Este álbum fue producido por Daniel Lanois y coproducido por el colaborador asiduo Brian Eno en estudios de Francia e Irlanda. El nombre del álbum proviene de un verso proveniente de la cuarta pista del disco, "Walk On".
Este álbum supuso un nuevo cambio de sonido en el estilo musical de U2, dejando de lado el sonido alternativo y bailable que experimentaron en la década de los 90's, para optar por un rock más convencional, después de las críticas que recibió su álbum anterior, Pop (1997).
El disco fue un éxito de crítica y de ventas en todo el mundo. De hecho, llegó al puesto 1 en Canadá y en la lista de los mejores álbumes en Internet, y al puesto 3 en Billboard. Los sencillos promocionales del álbum fueron el megaéxito de la década "Beautiful Day", y los temas "Stuck In A Moment You Can't Get Out Of", "Elevation" y "Walk On", todos ellos éxitos en los listados. Con el tiempo el álbum se ha llegado a considerar como uno de los tres mejores discos de la banda y uno de los mejores de la década, el siglo XXI y de la historia de la música en general. 
El álbum fue ganador de siete Premios Grammy, convirtiéndose además en el único álbum en la historia que contiene dos canciones ganadoras del Premio Grammy a la Mejor Grabación del Año con "Beautiful Day", en 2001 y "Walk On" en 2002, respectivamente.
En 2003, en una edición especial, la revista Rolling Stone posicionó el álbum en el puesto 139 de su lista de los 500 mejores álbumes de todos los tiempos.

## Antecedentes
A lo largo de la década de 1990, U2 experimentó con rock alternativo y música electrónica de baile, culminando con su álbum de 1997 Pop y el PopMart Tour que lo acompaña. El guitarrista The Edge dijo que con Pop, la banda había "llevado la deconstrucción del formato de la banda de rock 'n' roll a su enésimo grado absoluto". Sin embargo, después de la mala recepción del álbum y la gira, la banda deseaba volver a los arreglos de las canciones que consistían casi por completo en guitarra, bajo y batería, y reagruparse rápidamente en el estudio después de la gira.

## Escritura y grabación
Para All That You Can't Leave Behind, U2 se reunió con los productores Brian Eno y Daniel Lanois, quienes también produjeron sus álbumes The Unforgettable Fire, The Joshua Tree y Achtung Baby. Aunque la banda quería escribir nuevo material antes de comenzar las sesiones de grabación, Eno los convenció de escribir rápidamente canciones en el estudio. Durante tres semanas a fines de 1998, U2, Eno y Lanois grabaron demos en Hanover Quay Studios.  Una de las pocas ideas de calidad que surgieron de estas breves sesiones fue la canción "Kite". La voz del cantante principal Bono inspiró a todos en el estudio, particularmente después de haber sufrido problemas vocales durante los últimos años. U2 pensó que tendrían un nuevo registro completado a tiempo para 1999. Después de las breves sesiones de demostración de la banda, The Edge trabajó solo en ideas de canciones antes de que la banda se reuniera en Hanover Quays. Grabaron con la mentalidad de una "banda en una habitación tocando juntos", un enfoque que condujo al sonido más despojado del álbum.
La participación de Bono en la campaña Jubilee 2000 le impidió dedicar todo su tiempo a la grabación del álbum, algo que Eno pensó que era una distracción. También hubo un descanso de dos meses en las sesiones cuando Bono colaboró con Lanois y Hal Wilner en la banda sonora de la película Million Dollar Hotel. La banda había pensado que podrían completar el álbum para 1999, pero las sesiones duraron mucho, con los horarios conflictivos de los miembros de la banda jugando un papel importante en la demora. U2 no quiso poner una fecha límite para completar el álbum después de su experiencia con Pop, que tuvo que apresurarse para completarse para cumplir con la fecha límite establecida por su PopMart Tour reservado previamente.
En el verano de 1999, el bajista Adam Clayton y el baterista Larry Mullen, Jr. compraron casas en el sur de Francia, para estar cerca de las casas de Bono y The Edge para que pudieran tener un lugar para "trabajar y tocar". Ese año, una bolsa con papeles personales y una computadora portátil que contenía la letra del álbum fue tomada del auto de Bono, que estaba estacionado frente al Clarence Hotel de Dublín, propiedad de Bono y The Edge. Bono ofreció una recompensa de £ 2,000 por la devolución de la computadora. Un hombre irlandés devolvió la computadora portátil después de haberla comprado por £ 300 pensando que era de una fuente confiable. Se dio cuenta de que era de Bono cuando vio una foto del hijo del cantante Elijah Bob en la pantalla, lo que lo llevó a contactar a la gerencia de U2.
La banda ha dicho que All That You Can't Leave Behind fue un álbum que reconoció el pasado de la banda.  Por ejemplo, hubo un gran debate entre los miembros de la banda durante la escritura y grabación de "Beautiful Day"; The Edge tocaba con un tono de guitarra que no había usado mucho desde su álbum de 1983 War y la banda quería algo más progresista. The Edge ganó y el tono llegó a la versión final de la canción. Además, aunque el disco fue descrito como "un regreso al sonido tradicional de U2", muchas canciones eran elementos complejos y retenidos de la experimentación de la banda en la década de 1990; La introducción de "Beautiful Day" presenta una "electrificación del [coro] acordes con una caja de ritmos y una parte de cuerda "; "New York" "se unió cuando los miembros de la banda estaban fuera en una reunión y Lanois y Eno estaban jugando con un loop de batería que Mullen había grabado. La grabación del álbum terminó en 2000.

## Composición
El álbum fue visto como un regreso al sonido tradicional de la banda después de sus discos más experimentales de la década de 1990. Sin embargo, en muchos sentidos, esto es una simplificación excesiva, ya que el álbum abre nuevos caminos al retener los matices sonoros de su trabajo de la década de 1990 y reconciliarlo con el rock melódico y lleno de ganchos de su trabajo de la década de 1980. La primera canción (y sencillo principal), "Beautiful Day", por ejemplo, es un himno optimista que se abre con una caja de ritmos y un secuenciador de ritmo. El álbum también incluye "Stuck in a Moment You Can't Get Out Of", una canción escrita por Bono para su amigo, el cantante principal de INXS, Michael Hutchence, quien se suicidó en 1997.

## Ilustraciones

Foto de portada del álbum tomada en el Aeropuerto Charles de Gaulle, Paris

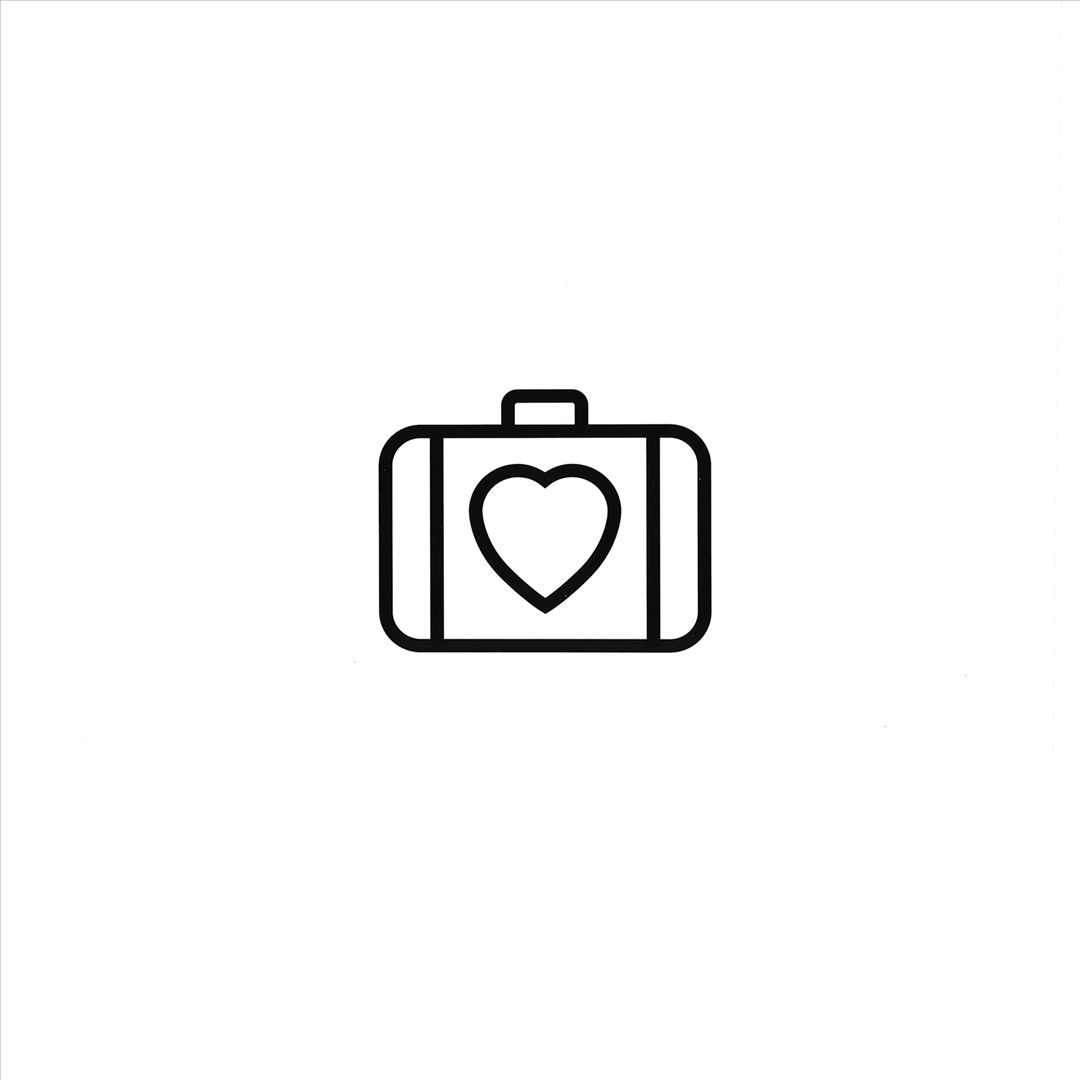
Arte de la edición de 2020

La fotografía en la portada del álbum fue tomada por el antiguo fotógrafo de U2 Anton Corbijn en el Roissy Hall 2F del Aeropuerto Charles de Gaulle en París, Francia. A diferencia de las mangas de color ocupadas de los registros de la banda de la década de 1990, la portada es una imagen monocromática de la banda en la terminal de salida del aeropuerto. Los diseñadores describen el aspecto que crearon como "adulto". Las primeras versiones de la portada lanzada a la prensa muestran una señal de salida que dice "F21-36", sin embargo, esto se cambió a J33-3 en referencia al versículo bíblico Jeremías 33: 3, "Llámame y te responderé cosas grandes y poderosas que no sabes ". Bono se refirió a él como "el número de teléfono de Dios". La letra "3:33 cuando los números se cayeron de la esfera del reloj" aparece en la canción "Unknown Caller" del álbum del grupo de 2009 No Line on the Horizon.

## Lanzamiento y promoción
Tras la recepción relativamente pobre de su álbum anterior Pop, U2 declaró en varias ocasiones que estaban "volviendo a postularse para el trabajo... de la mejor banda del mundo". Las actividades promocionales para el álbum incluyeron un número de las primicias de U2, como apariciones en Total Request Live de MTV, Farmclub.com de USA Network y Saturday Night Live. La banda inició el lanzamiento del álbum realizando un breve concierto para unas 600 personas en el club ManRay en París, Francia, el 19 de octubre de 2000, como parte de la promoción para el lanzamiento del álbum el 30 de octubre.
El álbum fue precedido por el sencillo principal "Beautiful Day", lanzado el 9 de octubre de 2000. Fue el cuarto sencillo número uno de U2 en el Reino Unido, su primer número uno en los Países Bajos, y también fue el número uno durante una semana en Australia. La canción alcanzó el número 21 en los Estados Unidos.
El álbum fue prohibido en Birmania por la dictadura militar de ese país porque "Walk On" fue compuesta inspirada en la activista de derechos humanos Aung San Suu Kyi.
El segundo sencillo del álbum, "Stuck in a Moment You Can't Get Out From", fue lanzado originalmente el 29 de enero de 2001. También fue un éxito, alcanzando el número dos en la lista de singles del Reino Unido.
Un tercer sencillo, "Elevation", fue lanzado el 12 de junio de 2001. La versión de la canción lanzada como single fue "Tomb Raider Mix", que apareció en comerciales de televisión para la película Lara Croft: Tomb Raider. Presentaba un arreglo de hard rock mucho más que la versión del álbum, y es este arreglo que la banda toca en vivo.
El cuarto y último sencillo del álbum, "Walk On", fue lanzado el 19 de noviembre de 2001. La canción adquirió un nuevo significado con los oyentes después de los ataques del 11 de septiembre.

## Recepción de la crítica
"All That You Can't Leave Behind es fácil de relacionar, lleno de canciones sólidas que atraen a un público amplio con sus claras nociones de familia, amistad, amor, muerte y renacimiento. ... los sonidos de este álbum provienen de una banda que ha digerido la música que comenzó a consumir mientras hacía Rattle and Hum. Esta vez no imitan ni rinden homenaje. Esta vez es música soul, no música sobre soul." -Caroline van Oosten de Boer.
All That You Can't Leave Behind recibió críticas favorables de los críticos; En Metacritic, que asigna una calificación normalizada de 100 a las reseñas de los críticos principales, el álbum recibió una puntuación promedio de 79, basado en 17 reseñas. James Hunter de la revista Rolling Stone lo declaró "la tercera obra maestra de U2", junto a The Joshua Tree y Achtung Baby. Steve Morse, de The Boston Globe, dijo que el disco "tiene grandes canciones que se unen maravillosamente, un cambio bienvenido de la naturaleza desarticulada de los discos de U2 como Zooropa de 1993 y Pop de 1997". Él creía que Bono tuvo mucho cuidado al crear la letra, lo que resultó en las "canciones de U2 más reflexivas, personales y tiernas de la memoria". En su crítica para The Village Voice, Robert Christgau sintió que el álbum evitó las tendencias más artísticas del trabajo anterior de U2 a favor de las canciones pop con ganas y declaró: "La astucia de la hazaña es su encanto más sobresaliente y una limitación persistente. con esta banda que nunca tuve, su mejor ".
El editor de AllMusic, Stephen Thomas Erlewine, señaló el regreso de U2 al "espíritu generoso que fluyó a través de sus mejores discos de los 80" y calificó a All That You Can't Leave Behind como un disco inteligente y artesanal, lleno de ingeniosos giros en los arreglos, pequeños detalles sonoros. y colores ". USA Today, Edna Gundersen, escribió que la banda había destilado su experimentación anterior" en acentos inteligentes y pensamientos posteriores silenciados ", lo que resultó en un registro más orgánico impulsado por" simplicidad y alma ", y The Guardian's Adam Sweeting sintió que habían "captado el valor de la simplicidad" y crearon su grabación más accesible y emocional desde Achtung Baby. Mientras comentaba que la naturaleza aerodinámica del disco lo hacía "un poco aburrido", April Long de NME, sin embargo, llamó a All That You Can't Leave Behind "un logro loable". Stephen Thompson fue menos entusiasta en su crítica para The A.V. Club y lo encontró inconsistente: "En términos de ejecución, divide aproximadamente 50–50 entre éxitos altísimos y fallas desalentadoras".

### Elogios
A finales de 2000, All That You Can't Leave Behind fue votado como el séptimo mejor álbum del año en la encuesta anual de críticos Pazz & Jop publicada por The Village Voice. "Beautiful Day" terminó cuarto en la votación de solteros. El álbum y sus singles ganaron siete premios Grammy U2 en el transcurso de dos años. En la 43a. Entrega Anual de los Premios Grammy en 2001, "Beautiful Day" ganó la Canción del Año, Mejor Actuación de Rock por un Dúo o Grupo con Vocal, y el Récord del Año. En la 44a. Entrega Anual de los Premios Grammy en 2002, "Walk On" ganó el Récord del Año, "Elevation" ganó la Mejor Actuación de Rock por un Dúo o Grupo con Vocal, y "Stuck in a Moment You Can't Get Out Of" ganó el premio Interpretación pop de un dúo o grupo con voz. El álbum también ganó el Mejor Álbum de Rock ese año. All That You Can't Leave Behind es el único álbum en el que dos singles ganan el Record of the Year en dos años consecutivos.
En 2012 All That You Can't Leave Behind atrás ocupó el puesto número 280 en la lista de la revista Rolling Stone de "Los 500 mejores álbumes de todos los tiempos". En 2009, Rolling Stone lo clasificó como el 13º mejor álbum de la década, mientras que "Beautiful Day" fue clasificada como la novena mejor canción. El álbum también se incluyó en el libro 1001 Álbumes que debes escuchar antes de morir.

## Rendimiento comercial
El álbum debutó en el número tres en la lista Billboard 200 en los Estados Unidos, vendiendo 427.826 copias en su primera semana. El álbum debutó en el número uno en 32 países, incluyendo Canadá, donde las ventas de la primera semana totalizaron 71,470 copias. Según Nielsen SoundScan, el álbum ha vendido 4,4 millones de copias en los Estados Unidos hasta marzo de 2014. All That You Can't Leave Behind es el cuarto álbum de U2 más vendido, con ventas totales de más de 12 millones.

## Elevation Tour
El Elevation Tour acompañante comenzó oficialmente el 24 de marzo de 2001 con una estadía de dos noches en el National Car Rental Center cerca de Fort Lauderdale, Florida, y terminó en Miami, Florida, el 2 de diciembre de 2001 en el American Airlines Arena. La gira contó con tres etapas y un total de 113 espectáculos. El Elevation Tour vio a U2 volver a tocar en arenas cubiertas después de pasar la década de 1990 en estadios al aire libre. El diseño del escenario del Elevation Tour fue más sencillo e íntimo para los fanáticos. La gira recaudó aproximadamente US $ 110 millones, y en ese momento fue la tercera gira de mayor recaudación de todos los tiempos por Pollstar, con muchas de las paradas vendiéndose de inmediato. La banda realizó múltiples espectáculos en la misma ubicación, incluidos cuatro espectáculos consecutivos en Chicago, Boston y Londres, respectivamente.

## Lista de canciones
1. «Beautiful Day» – 4:06
2. «Stuck In A Moment You Can't Get Out Of» – 4:32
3. «Elevation» – 3:46
4. «Walk On» – 4:55
5. «Kite» – 4:23
6. «In A Little While» – 3:37
7. «Wild Honey» – 3:45
8. «Peace On Earth» – 4:46
9. «When I Look At The World» – 4:15
10. «New York» – 5:28
11. «Grace» – 5:31
12. «The Ground Beneath Her Feet» – 3:43 (Bonus Track en Reino Unido y Japón)
13. «Summer Rain» – 4:11 (Bonus Track de una versión doble-CD limitada[12] en Estados Unidos)

## Créditos
- Música por U2, letras Bono y Edge.
- Producido por Daniel Lanois and Brian Eno.
- Producción Adicional: Steve Lillywhite, Mike Hedges, Julian Gallagher y Richard Stannard.
- Ingeniero de grabación: Richard Rainey.
- Ingeniero asistente de grabación: Chris Heaney.

"Beautiful Day", "Stuck in a Moment You Can't Get Out Of", "Walk On", y "Elevation " fueron elegidos como sencillos promocionales.
- Bono - vocalista, sintetizadores, guitarra
- The Edge - guitarra, teclados, vocalista, piano
- Adam Clayton - bajo
- Larry Mullen Jr. - batería
- Daniel Lanois - coro, guitarras adicionales, producción
- Brian Eno - sintetizadores, arreglos de sesión de cuerdas, coro, producción